# Monismus
Monismus (z řeckého monos – jeden) je ve filosofii názor, že veškerenstvo vychází z jediné podstaty či substance. Jde o protiklad dualismu a pluralismu. Základem monismu je tvrzení, že pro vysvětlení fungování světa není potřeba mít princip duchovní a hmotný, ale že svět je jednotný.
Pojmem, který v podstatě vyjadřuje totéž, ale bývá většinou používán v kontextu východních filosofií, je nedualita.

## Dělení monismu

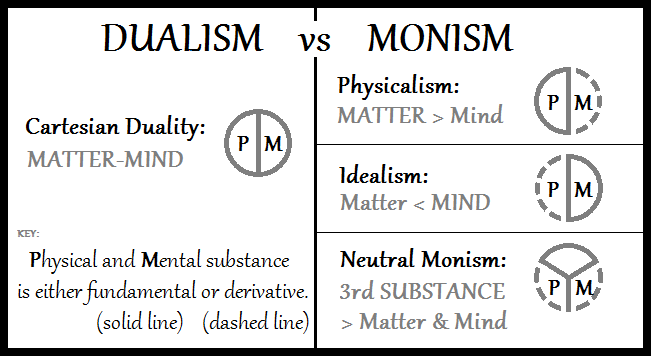
Diagram srovnání neutrálního monismu s kartézským dualismem, fyzikalismem a idealismem.

Existuje monismus idealistický, který tvrdí, že svět je povahy duchovní. Monismus materialistický naopak zdůrazňuje materiálnost světa (např. marxismus). Na přelomu 19. a 20. století se v Německu pod jménem monismus objevoval přírodovědecký materialismus (Ernst Haeckel, Wilhelm Ostwald).